# Paul Depla
Paulus Franciscus Gustave (Paul) Depla (Eindhoven, 17 april 1965) is een Nederlands bestuurskundige, politicus en bestuurder. Hij is lid van de PvdA. Sinds 16 maart 2015 is hij burgemeester van Breda. Eerder was hij burgemeester van Heerlen (2010-2015) en wethouder in Nijmegen (2000-2010).

## Loopbaan
Depla, een broer van voormalig Tweede Kamerlid Staf Depla en een kleinzoon van voormalig minister Frans Teulings, behaalde in 1983 zijn vwo-diploma aan het Sint-Joriscollege in Eindhoven. Na een jaar sociologie aan de Katholieke Universiteit Brabant ging Depla van 1984 tot 1989 politicologie studeren aan de Katholieke Universiteit Nijmegen. Naast zijn studie was hij op deze universiteit van 1987 tot 1989 student-assistent bij het Studiecentrum Vredesvraagstukken.
Depla begon op 1 januari 1990 als aio bij de sectie Bestuurskunde aan de Katholieke Universiteit Brabant en op 7 april 1995 promoveerde hij tot doctor op zijn proefschrift 'Technologie en de vernieuwing van de lokale democratie: Vervolmaking of vermaatschappelijking over lokale democratie, bestuurlijke vernieuwing en informatietechnologie'. Zijn promotores waren Paul Frissen en Pieter Tops. Van 1990 tot 1997 was hij ook werkzaam als docent op deze universiteit.
In 1991 maakte hij deel uit van de interuniversitaire onderzoeksgroep Lokale Democratie en Bestuurlijke Vernieuwing, die in zeven steden een grootschalig onderzoek onder burgers uitvoerde. Samen met C.A.T. Schalken won hij in 1992 de essay-prijsvraag Democratie en Informatiesamenleving van de Nederlandse Organisatie voor Technologisch Aspectenonderzoek (NOTA). Van februari 1993 tot augustus 1994 was hij verbonden aan het Centrum voor Lokaal Bestuur van de Wiardi Beckman Stichting. Vanaf 1 september 1994 was hij als beleidsmedewerker part-time werkzaam bij de staf Campagne, Beleid en Onderzoek van de PvdA. 
Naast zijn activiteiten aan de Universiteit van Tilburg was Depla sinds 1992 actief voor de PvdA. Zo maakte hij tussen 1992 en 1999 deel uit van het campagneteam, was hij stafvoorzitter en zette hij zich in voor de Wiardi Beckman Stichting. Tussen 1998 en 2000 werkte hij als politiek adviseur van de minister van Verkeer en Waterstaat Tineke Netelenbos. In 2006 was hij voorzitter van de commissie die het verkiezingsprogramma van de Partij van de Arbeid voorbereidde.

## Wethouder
Van februari 2000 tot en met maart 2010 was hij wethouder in Nijmegen, waar hij de portefeuilles Ruimte & Bouwen, Sport en Werk & Inkomen beheerde.
In november 2007 haalde Depla de landelijke media doordat hij in de fietsenkelder van het stadhuis van Nijmegen betrokken zou zijn bij onzedelijke handelingen met een vrouwelijk VVD-raadslid die op een bewakingscamera zouden zijn vastgelegd. Tijdens een raadsvergadering op 28 november werden over de affaire door vijf fracties vragen gesteld. Depla en burgemeester De Graaf stelden dat het om een privézaak ging en wensten er niet op in te gaan. Het raadslid, dat betrokkenheid ontkende, trok zich kort na het in de publiciteit komen van de kwestie terug uit de fractie.
In november 2009 liep een conflict over onroerendezaakbelasting (ozb) in Nijmegen hoog op. Depla wilde het ozb-tarief met vijf procent verhogen, maar zijn eigen partij in de gemeenteraad vond dat te hoog. Een motie over een verlaging van het tarief kreeg de steun van de oppositie. Het conflict liep dusdanig op dat de positie van het college onhoudbaar werd. Op woensdag 25 november deelde burgemeester De Graaf aan de gemeenteraad mee dat alle wethouders het voornemen hadden hun ontslag aan te bieden. Korte tijd later werd meegedeeld dat zij bereid waren daarvan af te zien. Het zittend college ging demissionair verder tot de gemeenteraadsverkiezingen in maart 2010.

## Burgemeester
Voor hij op 1 april 2010 burgemeester van Heerlen werd, eindigde hij nog als tweede kandidaat voor het burgemeesterschap van Groningen. In Heerlen pleitte hij voor gereguleerde wietteelt.
Op 14 januari 2015 werd Depla door de gemeenteraad van Breda voorgedragen voor de positie van burgemeester van die stad. Sinds 16 maart 2015 bekleedt hij deze functie. In maart 2018 werd Depla door de Vrije Universiteit genomineerd voor de Duidelijketaalprijs 2018. In november 2020 heeft de gemeenteraad Depla voorgedragen voor een tweede termijn als burgemeester. Op 8 april 2021 werd hij hiervoor beëdigd op het Provinciehuis door Ina Adema, de commissaris van de Koning in Noord-Brabant.

## Nevenfuncties
Depla werd op 1 januari 2023 raadslid van de Nederlandse Sportraad. Verder werd hij voorzitter van Jongeren op Gezond Gewicht (JOGG), voorzitter van Het Zuidelijk Toneel, voorzitter van de Grote Clubactie en lid van de raad van advies van de leerstoel Local Politicus van de Universiteit Maastricht.
- Bibliothèque nationale de France: cb150647887 (data)
- Gemeinsame Normdatei: 173075916
- International Standard Name Identifier: 0000 0000 3125 8996
- Library of Congress Control Number: n96016185
- Nederlandse Thesaurus van Auteursnamen: 074595350
- Virtual International Authority File: 44590204
- WorldCat: E39PBJtmptjfCfy38J9W3RbKh3